# Brønderslev 1966-1975
|  | Denne artikel er oprettet af botten Steenthbot ud fra en ekstern database. Den kan derfor have sproglige fejl eller mangler. Denne skabelon kan fjernes efter kontrol af indholdet. |

Brønderslev 1966-1975 er en dansk dokumentarisk optagelse fra 1975.

## Handling
Optagelser fra Brønderslev 1966-1975. Opgravning af Rådhuspladsen, træfældning, ny belægning. En kæmpeskorsten væltes med dynamit. Fagenes fest-optog triller gennem byen, efter at pigegarden har underholdt. Musikkorps spiller. Tyskergrave nedlægges i 1967. Brugsen åbner den 28. marts 1968 - pigegarden spiller op og masser af mennesker er mødt frem. Skulpturen Havørnen afsløres den 22. september 1969. Brønderslev Marked 1975.